# Брошель, Александра Карловна
Александра Карловна Брошель (1845—1871) — российская драматическая актриса; ученица Веры Самойловой (Мичуриной).

## Биография
Александра Брошель родилась 19 октября 1844 года в городе Риге. Она была дочерью «рижского гражданина» К. И. Брошеля, «лютеранского исповедания», и его жены Анны — православного вероисповедания.
С октября 1855 года воспитывалась в Санкт-Петербургском Императорском театральном училище (ныне Санкт-Петербургская государственная академия театрального искусства, откуда ступила на сцену 9 февраля 1864 года, дебютировав, не особенно успешно, в драме Марии Каменской «Лиза Фомина».
Значительно большего успеха актриса добилась в драме Николая Куликова «Семейные расчеты», а её появление в «Бедной Невесте» Александра Островского, в роли Марии Андреевны, окончательно утвердило за ней репутацию видной артистки.
В Александринском театре Брошель выступила в шестнадцати крайне разнообразных ролях (включая комедийные) и успела заслужить благосклонность зрителей и критиков. Кроме того актриса играла в Красносельском театре в прологе из «Псковитянки» Мея и сцену из «Русалки» А. С. Пушкина.
Роль 22-х летней Аннушки в драме А. Н. Островского «На бойком месте», просто и трогательно сыгранная, стала, по словам театроведа Алексея Уманского, «лебединою песнью Брошель», быстро сделавшейся любимицей публики и, столь же быстро сошедшей с театральной сцены. Непосильная работа и обострившийся порок сердца заставили её прекратить выступления в Александринке, впрочем, она до самой смерти числилась в составе Императорской драматической труппы.
Оставив сцену, Александра Брошель не переставала следить за театром и посещала все премьеры; многие надеялись, что она вновь вернется на сцену, но ранняя смерть не дала осуществиться этим надеждам.
Александра Карловна Брошель скончалась совсем юной, 25 апреля 1871 года в городе Санкт-Петербурге. Перед смертью, в 1871 году, она вышла замуж за министра императорского двора В. Ф. Адлерберга, который до того считался её покровителем. Похоронена в Сергиевой Приморской пустыни, в семейном склепе Адлербергов.

## Семья
Сестра — балерина Мариинского театра Мария Карловна Брошель (1843 — после 1917).
Внучка — поэтесса и переводчица Мария Николаевна Волынцева (псевд. «Мария Вега»).